# Bell Rock (Arizona)

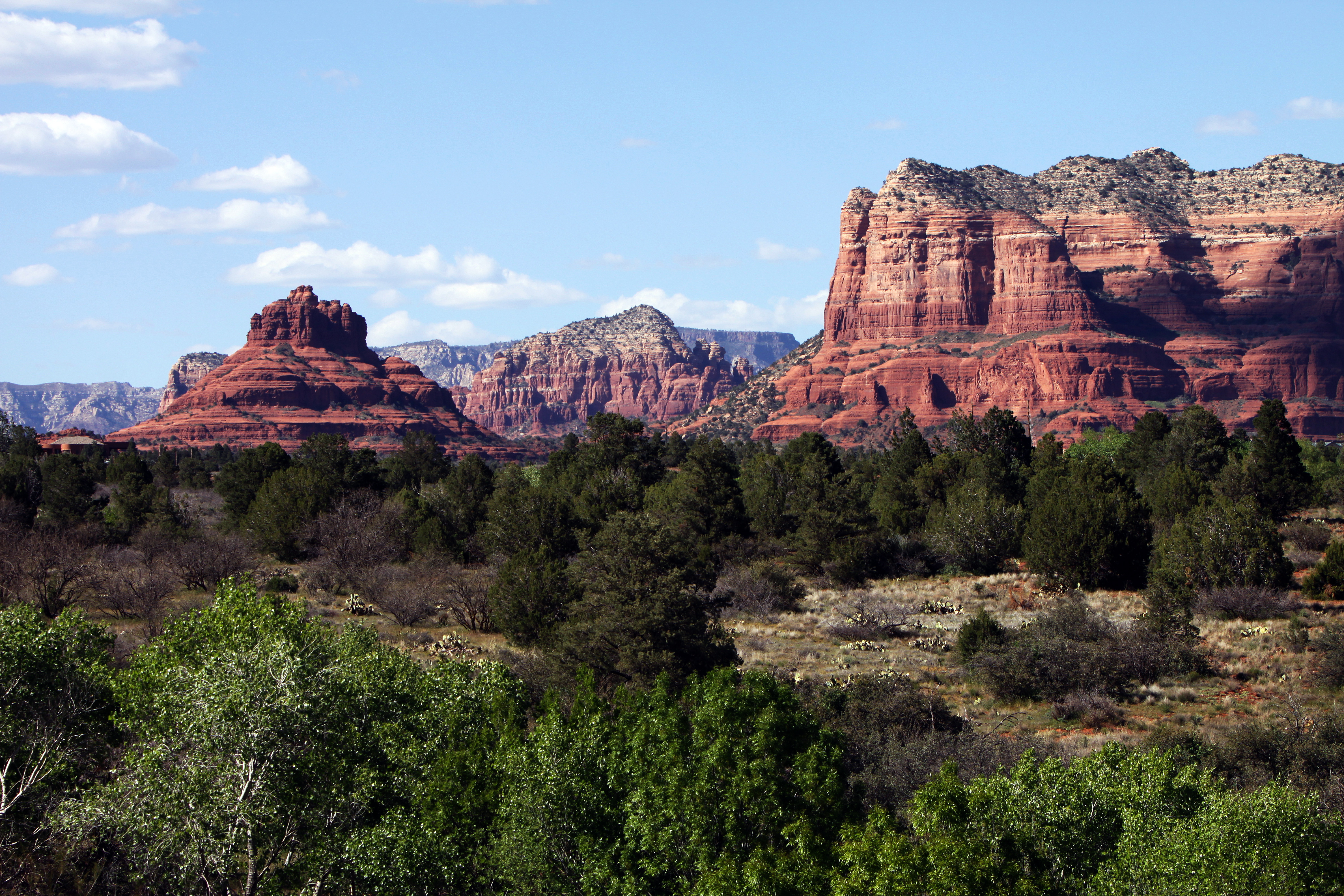
Bell Rock i Arizona.

Bell Rock är ett berg och en turistattraktion strax norr om Village of Oak Creek, Arizona, söder om Sedona i Yavapai County, i sydvästra USA.